# Szerhij Vasziljovics Kuznyecov
Szerhij Vasziljovics Kuznyecov, ukránul Сергій Васильович Кузнєцов, oroszul Сергей Васильевич Кузнецов, Szergej Vasziljevics Kuznyecov (Belgorod, Oroszországi SZSZSZK, 1963. január 1. –) egykori szovjet, később ukrán labdarúgó.
Első felnőtt csapata az Metalliszt Harkov volt, ahol 1981-ben mutatkozhatott be. Később megfordult magyar csapatokban is, a Gázszer FC-ben és a Ferencvárosban is. Az UEFA-kupa 1990–91-es kiírásában két mérkőzésen játszhatott, az Csernomorec Ogyessza színeiben.

## Sikerei, díjai
- Csornomorec Odesza:
  - Szovjet kupagyőztes: 1988
  - Föderációs Kupa-győztes: 1990

- Ferencvárosi TC:
  - Magyar labdarúgó-bajnokság bajnok : 1991–1992, 1994–1995, 1995–1996
  - Magyar labdarúgókupa győztes : 1992–1993, 1993–1994, 1994–1995

## Magánélete
Fia, Szergej szintén magyar bajnok labdarúgó a Ferencvárosi TC csapatával.